# Gigantismo abissal

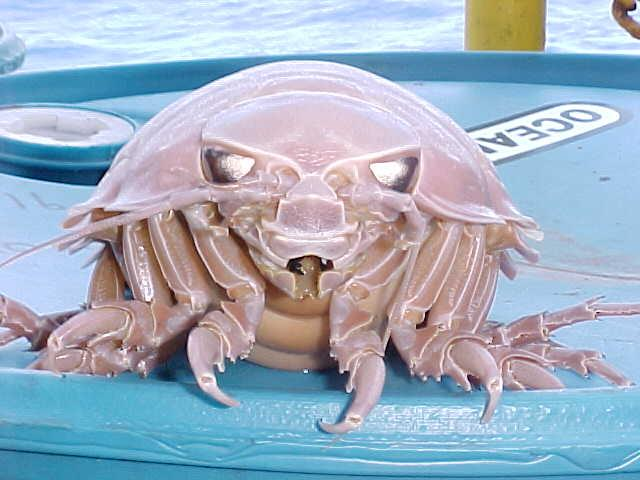
Bathynomus giganteus, um isópode.

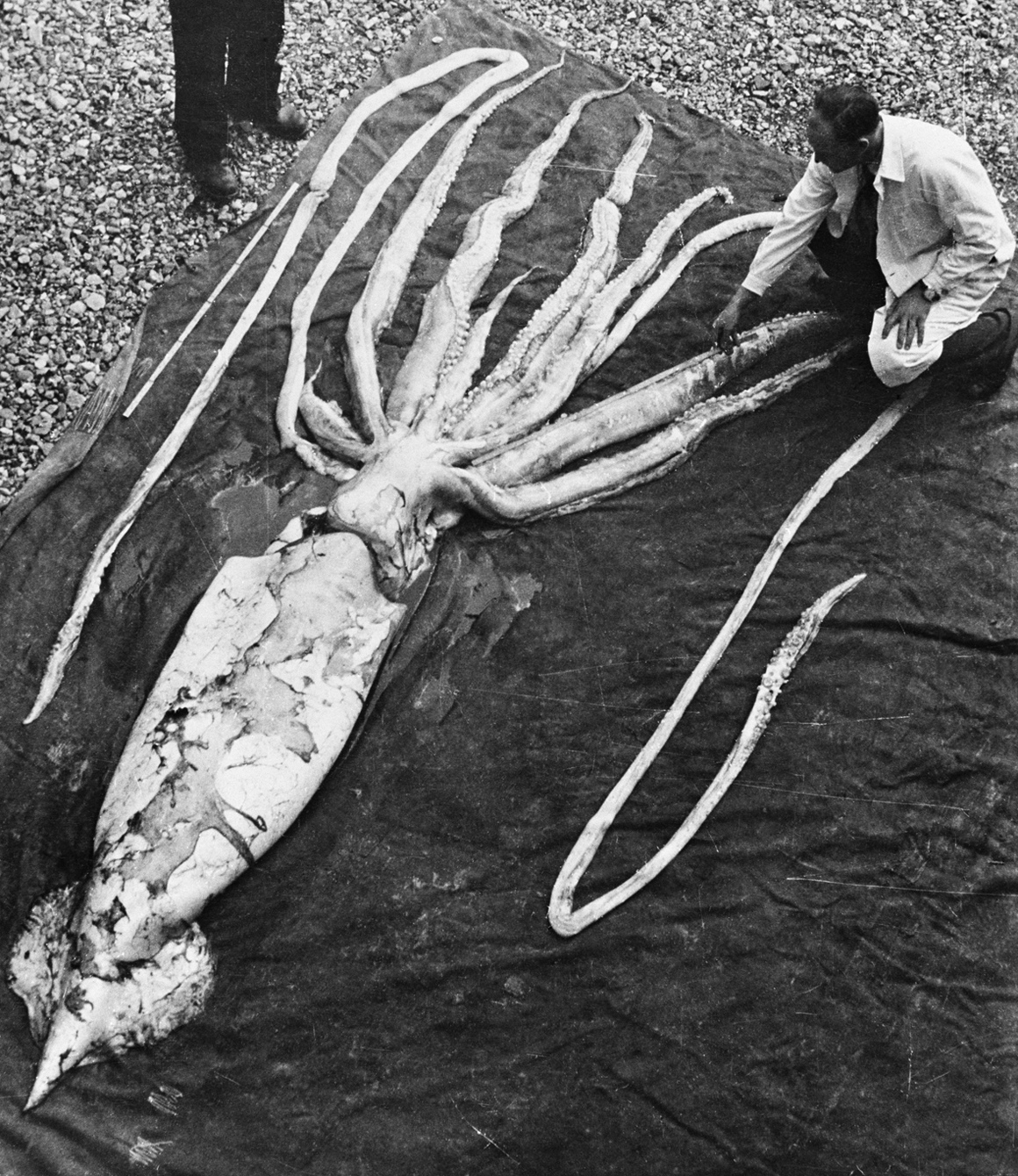
Uma lula-gigante.

O gigantismo abissal é o processo evolutivo em que as criaturas marinhas que habitam grandes profundidades (abaixo dos 4000 metros, tanto pelágicas como bentónicas) tendem a aumentar de tamanho. Pensa-se que tenha o objectivo de baixar o metabolismo destes organismos, uma vez que a estas profundidades encontrar alimento ou parceiro é muito difícil

## Exemplos
- Crustáceos como os isópodes gigantes do género Bathynomus ou o caranguejo-aranha-gigante;
- Peixes como o regaleco;
- Muitos polvos e lulas, como a lula-colossal, a lula-gigante, a Taningia danae, a Kondakovia longimana, a Moroteuthis robusta, a Galiteuthis phyllura e as lulas da família Magnapinnidae